# Music with Balls
Music with Balls, est une œuvre du compositeur américain Terry Riley écrite en 1969 sur un film expérimental vidéo du sculpteur Arlo Acton.

## Historique
Music with Balls est initialement le titre d'un film vidéo expérimental du sculpteur Arlo Acton pour lequel la KQED TV de San Francisco et le producteur John Coney demande à Riley l'illustration sonore en 1969 bien que ce dernier avait déclaré « ne jamais avoir eu le désir d'écrire de musique de film ». Ce programme et cette musique s'inscrivent dans le cadre plus large d'une série de douze vidéos commandées par la Fondation Dilexi de San Francisco à des artistes contemporains – incluant Frank Zappa, Andy Warhol et Robert Nelson (en) – afin de diffuser de l'art actuel aux masses populaires. 